# Лісовол Віктор Іванович
Віктор Іванович Лісовол (нар. 21 лютого 1931, Семенівка Полтавської області — пом. 5 квітня 2013, Вишгород) — бандурист, композитор, автор музики до пісні «Наливаймо, браття, кришталеві чаші», заслужений працівник культури України.

## Біографія
Народився Віктор Іванович в Семенівці, дитинство провів в Оболоні. Батько Віктора, Іван Гнатович, сина покинув передчасно: загинув на війні, того ж 1944 року на фронті пропав безвісти і Євген — старший брат майбутнього кобзаря. Сина виховала мати — Надія Сергіївна Заворотня, вона знала безліч українських пісень, грала їх на гітарі. Віктор також з часом навчився грі на цьому інструменті, оволодів балалайкою та мандоліною. У 1958-му закінчив Харківський інститут механізації с/г. Вагому роль у духовному розвитку Віктора Лісовола зіграли твори Василя Симоненка, Івана Драча та Бориса Нечерди.
19 жовтня 1969 року відбувся дебют Віктора Лісовола як барда на українському радіо. Цю першу передачу про нього організував Вадим Крищенко.
Перший публічний виступ Лісовола як бандуриста відбувся в жовтні 1971 року у музеї Тараса Шевченка в Києві де він виступив разом з Павлом Супруном. Віктор Іванович виконав дві пісні: тужливу «Побратався сокіл з сизокрилим орлом» і «Віє вітер, віє буйний».
1973 року закінчив студію кобзарського мистецтва при Українському хоровому товаристві. Виступав на концертах як кобзар, співак хору «Гомін», учасник Капели бандуристів (1987—1991). 1988 року при капелі закінчив кобзарську студію. Входив до громади НСКУ.

## Творча спадщина
Найвідоміша композиція написана Лісоволом — «Наливаймо, браття, кришталеві чаші» на слова Вадима Крищенка. Під марш покладений на її мелодію крокує українське військо. Без дозволу авторів Єжи Гофман використав її у фільмі «Вогнем і мечем». Тож хоч стрічка від прокату й отримала мільйонні статки, українському бандуристові, окрім морального задоволення, нічого не дісталося.
Загалом кобзар Лісовол створив понад 70 власних мелодій. У збірнику «50 пісень Віктора Лісовола» 2007 року представлено частину доробку кобзаря — 50 історичних дум і пісень на слова Тараса Шевченка, Пантелеймона Куліша, Володимира Сосюри, Дмитра Луценка, Павла Тичини, Вадима Крищенка та інших, а також обробки народної творчості.

### Вибране
- «До кобзи»
- «Кину пером, лину орлом»
- «Ой під лісом, та під Лебедином»
- «Про Харка»
- Меморiальна дошка на будинку в Вишгородi де мешкав Вiктор Лiсовол«Про Абазина»
- «З Полтавського бою»
- «Козаченько впився»

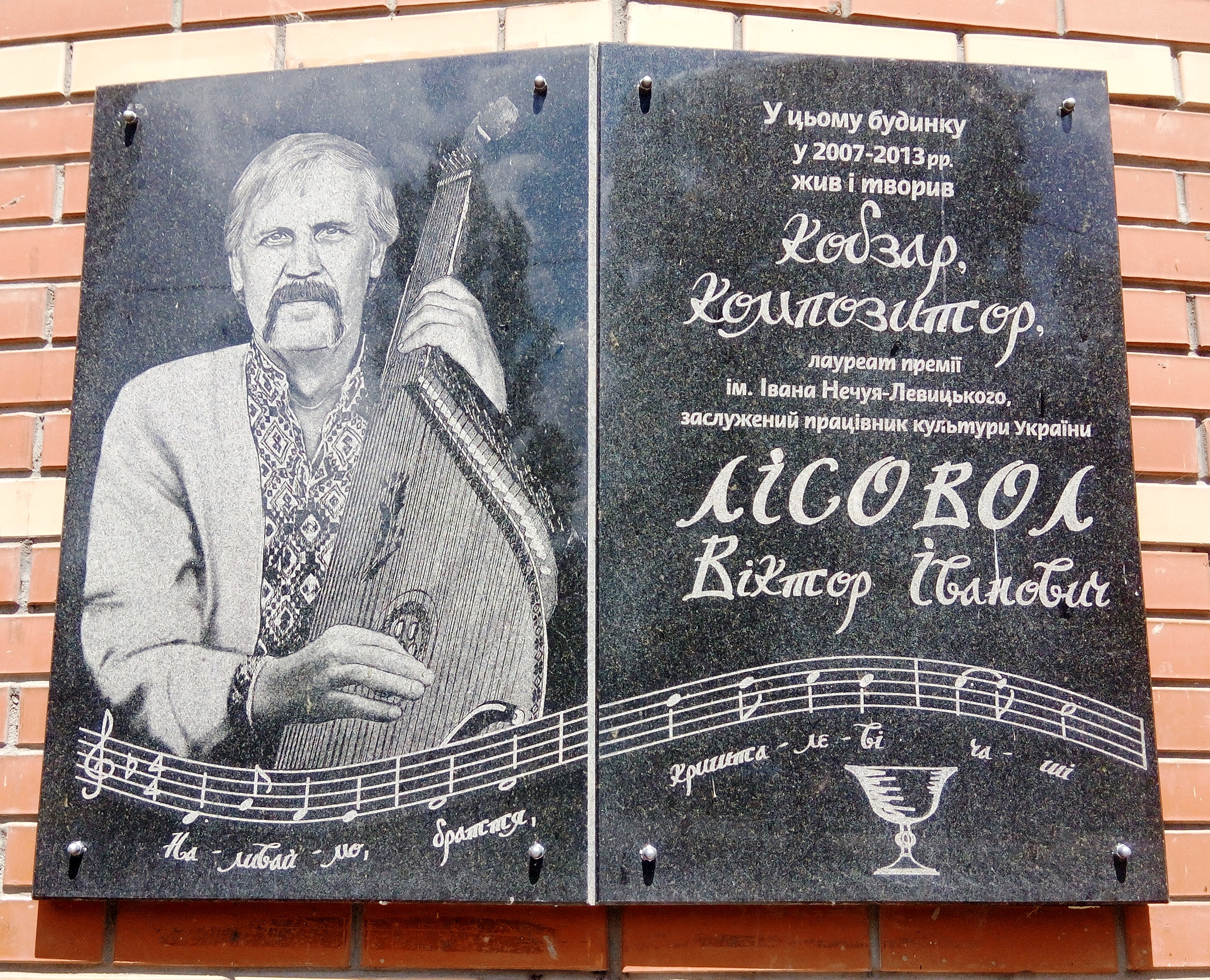
Меморiальна дошка на будинку в Вишгородi де мешкав Вiктор Лiсовол

- «Ой повійте, вітри, з далекого краю»
- «Ой не пугай, пугаченьку»
- «Дума про отамана Зеленого»
- «Кричать сичі та чорний ворон кряче»
- «Скільки літ Вкраїна-мати…»
- «Як рушали козаченьки»
- «Купава»
- «Ой не гнися, дуб високий»
- «Кришталеві чаші»
- «Вставай, народе»

та інші.

## Відзнаки
Заслужений працівник культури України з 2008 р.